# Nives Ahlin
Nives Ahlin, slovenska rokometašica, * 14. julij 1991, Trbovlje.
Ahlinova trenutno igra za RK Zagorje, med letoma 2010 in 2018 pa je nastopala tudi za slovensko žensko rokometno reprezentanco.